# Boophis madagascariensis
Boophis madagascariensis is een kikker uit de familie gouden kikkers (Mantellidae). De soort werd voor het eerst wetenschappelijk beschreven door Wilhelm Peters in 1874. De soort behoort tot het geslacht Boophis. Oorspronkelijk werd de wetenschappelijke naam Rhacophorus madagascariensis gebruikt.

## Leefgebied
De kikker is endemisch in Madagaskar. De soort leeft vooral in het oosten en noorden van het eiland tot een hoogte van 1700 meter boven zeeniveau.

## Beschrijving
De soort heeft een lengte van ongeveer 60 tot 80 millimeter, maar ze kunnen groter worden. De rug varieert van beige tot roodbruin met donkere plekken ledematen en soms een donkere lijn tussen de ogen. De buik is crèmekleurig.

## Synoniemen
- Rhacophorus herthae Ahl, 1929
- Rhacophorus madagascariensis Peters, 1874

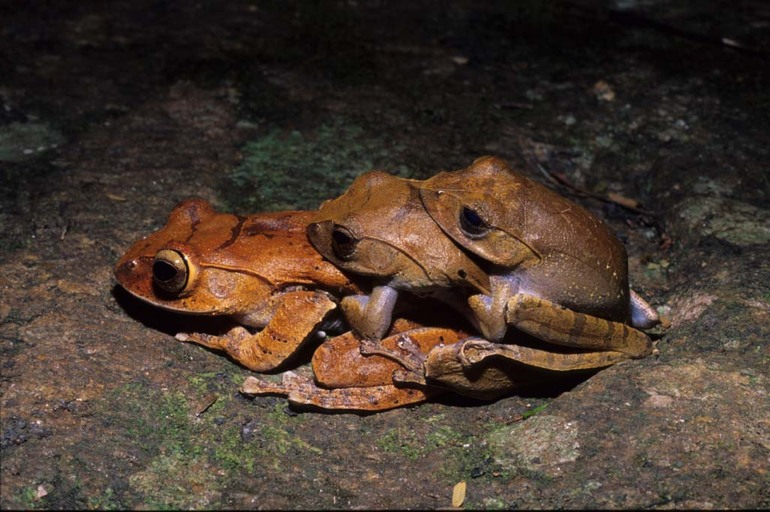
Boophis madagascariensis, amplexus